# Kopidlno
Kopidlno (v místním nářečí Kopidno, německy Copidlen) je město v okrese Jičín v Královéhradeckém kraji. Leží zhruba třináct kilometrů jihozápadně od Jičína, u hranic s okresem Nymburk Středočeského kraje. Město leží v nadmořské výšce 219 metrů podél silnice spojující Poděbrady a Jičín. Tento hlavní tah prochází přes Hilmarovo náměstí. Nachází se zde také zastávka vlaků na trase Nymburk–Jičín. V Kopidlně žije přibližně 2 200 obyvatel. Městem protéká říčka Mrlina.

## Název
Název města byl odvozen od slova kopidlo, což byl vysoký útvar kupky sena, naskládaný kolem kůlu.

## Historie
Poprvé se písemně připomíná jako městečko roku 1322, kdy zde vlastnil dvůr Petr z Kopidlna. V letech 1365–1379 Zdeněk z Nadslavi a Střevače získal i Kopidlno, roku 1383 žil jeho stejnojmenný syn. Páni Kopidlanští z Nadslavi, Střevače a Kopidlna měli ve znaku černobílou hlavu kamzíka či kozla, která je vyobrazena na sklomalbách z nadslavského kostela a která přešla také do současného znaku města Kopidlno. Oproti původní – středověké barevnosti erbovního štítu, který býval zlatý, je ovšem zvolena modrá. Roku 1615 se v Kopidlnu již připomíná Baltazar Robmhap ze Suché.

## Obyvatelstvo
| Rok            | 1869  | 1880  | 1890  | 1900  | 1910  | 1921  | 1930  | 1950  | 1961  | 1970  | 1980  | 1991  | 2001  | 2011  | 2021  |
| -------------- | ----- | ----- | ----- | ----- | ----- | ----- | ----- | ----- | ----- | ----- | ----- | ----- | ----- | ----- | ----- |
| Počet obyvatel | 2 462 | 3 022 | 3 169 | 3 087 | 3 061 | 3 183 | 3 083 | 2 487 | 2 509 | 2 299 | 2 092 | 1 972 | 2 204 | 2 076 | 2 039 |
| Počet domů     | 343   | 381   | 377   | 387   | 448   | 513   | 607   | 676   | 646   | 644   | 605   | 712   | 743   | 750   | 726   |

## Části města
- Drahoraz
- Kopidlno
- Ledkov
- Mlýnec
- Pševes

Od 1. ledna 1986 do 23. listopadu 1990 k obci patřily i Židovice.

## Doprava
Dopravní dostupnost je nadprůměrná:
- Silniční: snadno se lze autem dopravit na nákupy do Poděbrad nebo Jičína po ose JZ-SV, vlakem zase za prací do automobilky Škoda v Mladé Boleslavi, případně až do Prahy. Další dostupná automobilka je Toyota (bývalá TPCA) na jih v Kolíně. Hlavní silniční tah 32 kvalitou i šířkou navazuje na hradeckou dálnici, jde proto také o trasu motorkářů. Na náměstí silnici kříží silnice II/280 na Mladou Boleslav a Nový Bydžov.
- Autobusová: Do města zajíždí několik autobusových spojů z různých směrů.
- Železniční: nádraží a jeho vybavení chátrá: lokomotiva[11] i celá vlečka do Libáně, která pamatuje už 125 let.[12]

## Průmysl
- Dominantou Kopidlna je komín cukrovaru, který byl založen roku 1866 a uveden do provozu roku 1870, jako akciový jej nejprve vedl majitel zdejšího velkostatku Karel Čespíro. Plánované zvýšení kapacity výroby vedlo k založení velikého železničního nádraží. Cukrovar již po roce 1872 živořil a pro dluhy byl odprodán hraběti Šlikovi. Jeho provoz však pokračoval. Po roce 1948 ve znárodněné budově pokračovala nerentabilní výroba až do roku 1988[13]. Budovy cukrovaru prošly demolicí[14], firma Cukrovar Kopidlno tu působí jako teplárna. Samotný areál je dnes považován za brownfield.[15].
- Sídliště pro zaměstnance cukrovaru bylo postaveno v šedesátých letech 20. století.

## Společnost
S úpadkem průmyslu souvisela i demografie města: došlo k zestárnutí populace, jak mnohé mladé rodiny odešly za prací jinam. Tak mohla vzniknout těsnější spolupráce s okolními obcemi, i několik kilometrů vzdálenými. V roce 2008 proběhla první etapa výstavby chodníků v okolních obcích, plánuje se[kdy?] připojení obcí na městský vodovod. Naopak zůstávají nevyřešeny otázky kanalizace a připojení obcí k čističce odpadních vod. Z hlediska občanské vybavenosti a kultury však občané spíše využívají služeb z Poděbrad nebo Jičína, než místních.[zdroj?]
- Obecní úřad sídlí na náměstí, v nově zrekonstruované budově. Poskytovány zde jsou administrativní služby nejen samotnému městu a jeho přidruženým vesnicím, ale z titulu pověření[16] i dalším samosprávným obcím, což z něj dělá oblastní centrum.
- zahradnická škola s dlouholetou tradicí – sídlí v zámeckém parku

## Pamětihodnosti

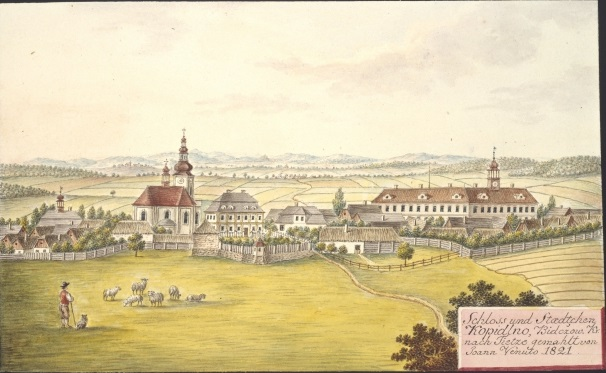
Kopidlno v roce 1821, veduta Jan Venuto

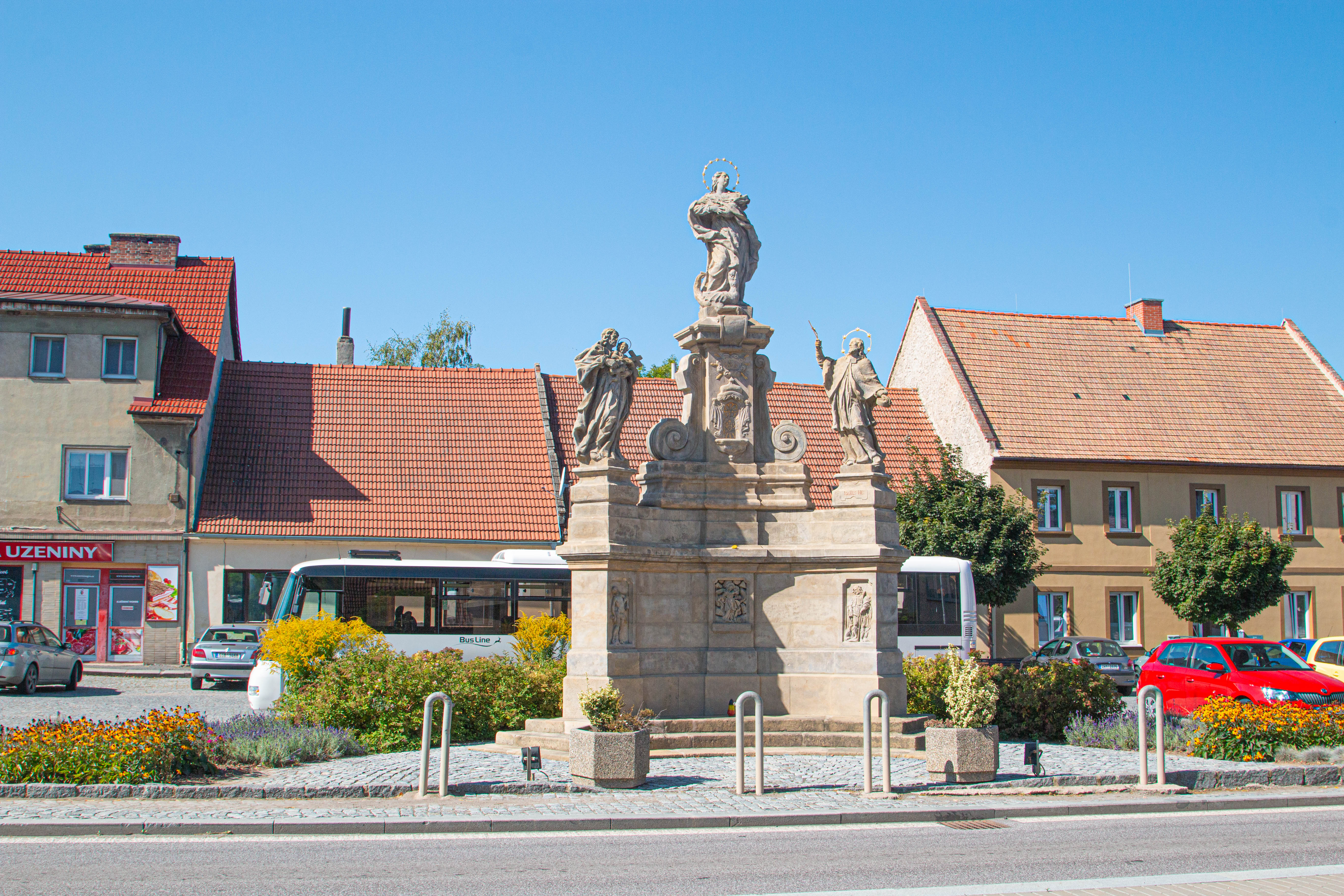
Sousoší Panny Marie na náměstí

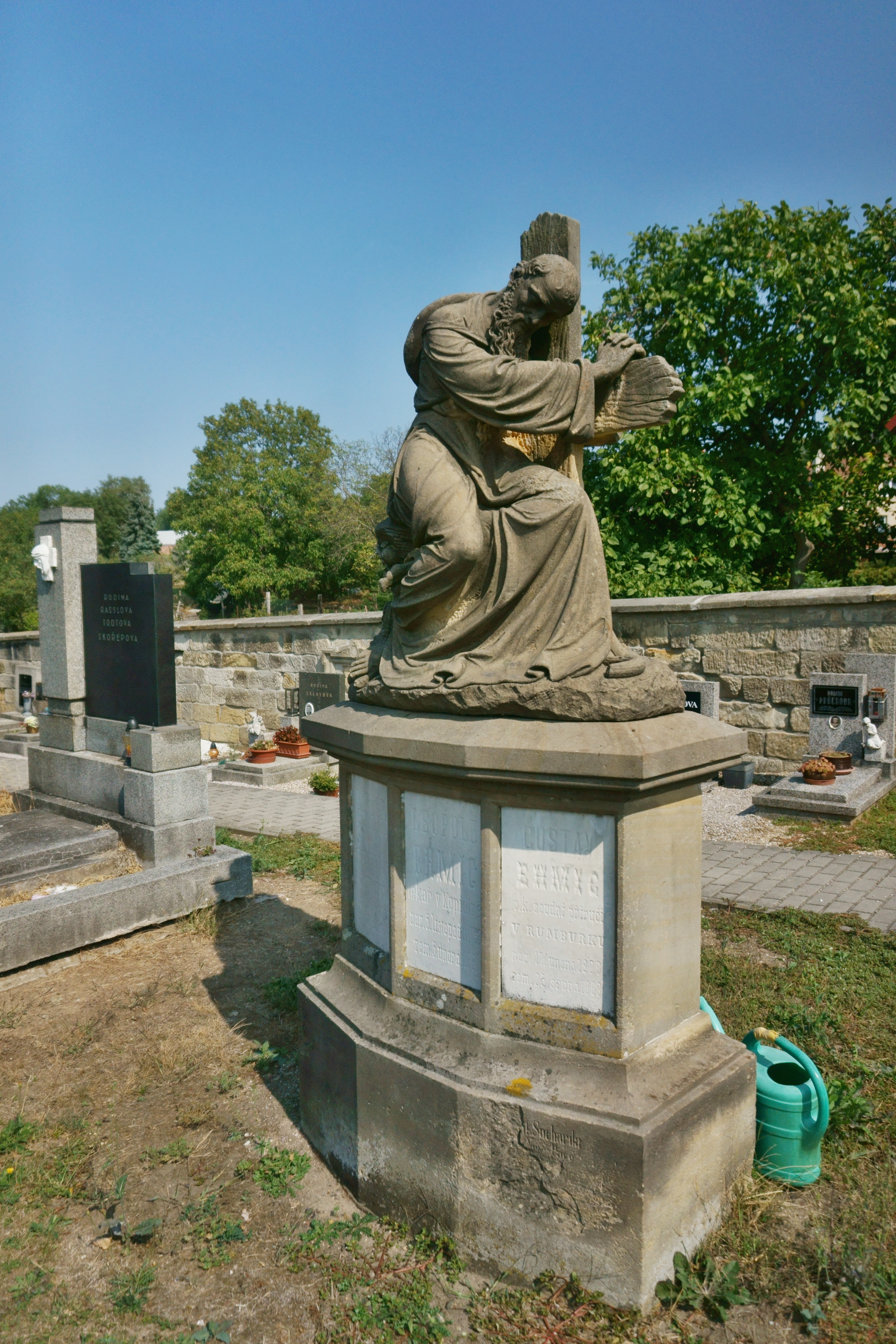
Náhrobek rodiny Ehmigovy

- Zámek z poloviny 16. století, byl přestavěn z původní vodní tvrze po roce 1533, a po roce 1600 rozšířen na trojkřídlý; do dnešní pseudorenesanční podoby přestavěn v druhé polovině 19. století. Zámek obklopuje osmihektarový anglický park a zámecký rybník, napuštěný již v první polovině 16. století.
- Socha služky v zámecké zahradě: podle pověsti byla obviněna z krádeže prstenu a zazděna. Příští den byl prý prsten nalezen ve stračím hnízdě.
- Zámecké vězení: zde byl před popravou vězněn Tomáš Svoboda, postava z Jiráskova Temna.
- Pomník Tomáše Svobody – před zámkem
- Památný kámen, u kterého byl Tomáš Svoboda roku 1728 popraven, leží u prodejny Můj obchod[17]
- Barokní kostel svatého Jakuba Většího se připomíná již k roku 1361 jako farní, gotická stavba roku 1677 zcela vyhořela, nahrazena barokní centrální stavbou z let 1700 až 1705, stavitel F. Spannbrucker, projektoval snad Jan Blažej Santini-Aichel; interiér upraven a zařízen kolem 1850–1852, postranní oltáře a kazatelna jsou barokní; malý hřbitůvek.
- barokní budova fary
- Mariánská statue na náměstí: socha Panny Marie Immaculaty mezi svatými Janem Nepomukem a Josefem (1720), s reliéfy svatého Václava, Floriána a Šebestiána
- Tělocvična Sokol – funkcionalistická stavba, návrh arch. Č. Musil
- Nový hřbitov: mj. Náhrobek rodiny Ehmigovy se sochou Poutníka s křížem od Antonína Suchardy

## Osobnosti
- Kopidlanští z Kopidlna – starý český vladycký rod. Své jméno odvozovali od Kopidlna na Jičínsku.
- Petr a Zdenata z Kopidlna (15. století) – kališníci, stoupenci pozdějšího českého krále Jiřího z Poděbrad.
- Tomáš Svoboda – vzdělaný evangelický laik z Češova, hraběcí myslivec, popraven roku 1729 v Kopidlně. Aktivista za svobodu vyznání, kacíř. Stýkal se s predikanty, kteří z blízkého Saska a Lužice pronikali do Čech, přinášeli zakázané knihy a kázáním utěšovali své souvěrce, dávali jim naději v duchu J. A. Komenského i dalších v té době hojných českých exulantů. Stal se obětí justiční vraždy a současně jednoho z vrcholů protireformačního úsilí jezuitů – byl vězněn na zámku a pak popraven (sťat). Před zámkem má svůj pomník, u hostince při nádraží se ještě stále nachází kámen, u kterého byl popraven: tělo spáleno 4. června 1729 v Kopidlně.
- Josef Antonín Štěpán – císařský dvorní klavírmistr a hudební skladatel: nar. 14. března 1726 v Kopidlně, zemřel 5. srpna 1797 ve Vídni
- V. Ržebka (Řepka) – řídící učitel obecné školy v Kopidlně, pisatel Kroniky školství: zemřel 20. června 1828 v Kopidlně
- František Alois Vacek (Wacek) – kněz a učenec, buditel, historik a genealog, konzervátor Českého muzea; nar. 12. května 1780 v Jablonném, zemřel 4. února 1854 v Kopidlně
- Jan Nepomuk Filcík – učitel a spisovatel.
- František Matěj Hilmar – učitel a hudebník. Skladatel první tištěné české polky, nově se tvořícího českého tance. Zkomponoval díla: polky Esmeralda, Prachovská, Anenská, dále různé chrámové skladby.[18]
- František Jan Goebl (Kopidlanský) – český básník a spisovatel, později red. a žurnalista: nar. 1826 v Kopidlně
- Václav Antonín Crha – český básník, spisovatel, žurnalista; pseudonym Arnošt Volný; nar. 27. září 1836 v Kopidlně
- Béda Křídlo – klavírní virtuos a hudební skladatel: nar. 11. září 1876 v Kopidlně, zemřel 11. srpna 1902
- J. Křídlo – řídící učitel, otec hudebního skladatele Bédy Křídla a zeť Františka Hilmara; zemřel v Kopidlně 13. září 1909
- Metoděj Bejr – první ředitel měšťanské školy v Kopidlně; zemřel 25. června 1919
- Jan Štelcar Želetavský – spisovatel, protestantský farář
- MUDr. Anna Honzáková – první česká lékařka promovaná na Univerzitě Karlově. Její otec Jan Honzák byl městským a zámeckým lékařem a významným osvětovým pracovníkem.
- PhDr. Albína Honzáková – významná profesorka prvního středoevropského soukromého gymnázia Minerva, kde vyučovala 34 let. Sestra MUDr. Anny Honzákové.
- Dr. František Kadavý – ředitel Štefánikovy hvězdárny v Praze; nar. 1908 v osadě Ledkov
- Vilém Kafka -  malíř, absolvoval  AVU v Praze (1913), narozen v Kopidlně 1887 (zemřel 1972)
- Zdeněk Svěrák – žil zde dva roky, pocházel odtud jeho otec; inspirace pro některé filmy[19]

## Odkaz ve filmografii
Město je v seriálu Pojďte pane budeme si hrát zmiňováno jako bydliště dědečka dvojice medvědích bratří.

## Další fotografie

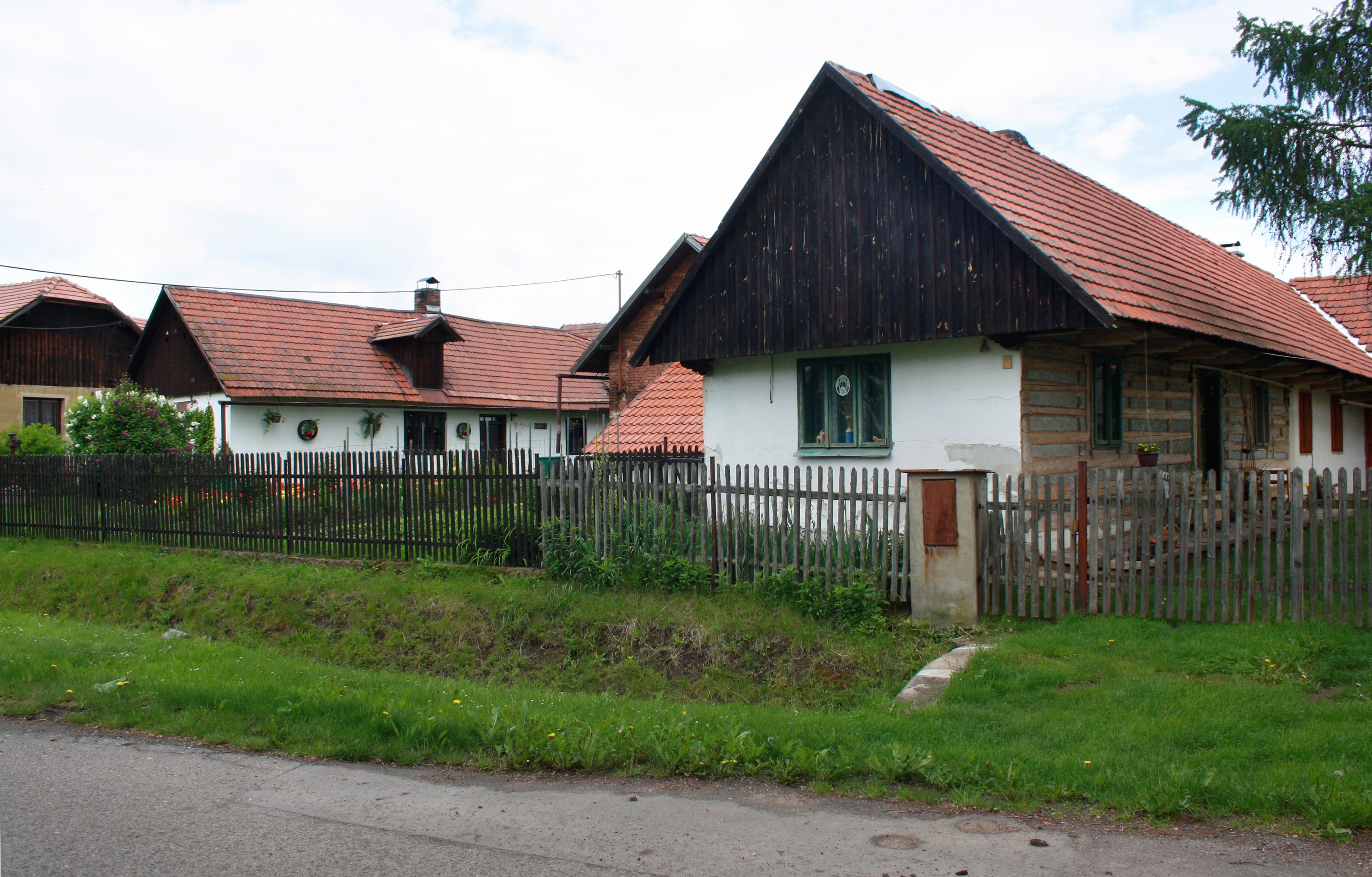
Chalupy v části Pševes
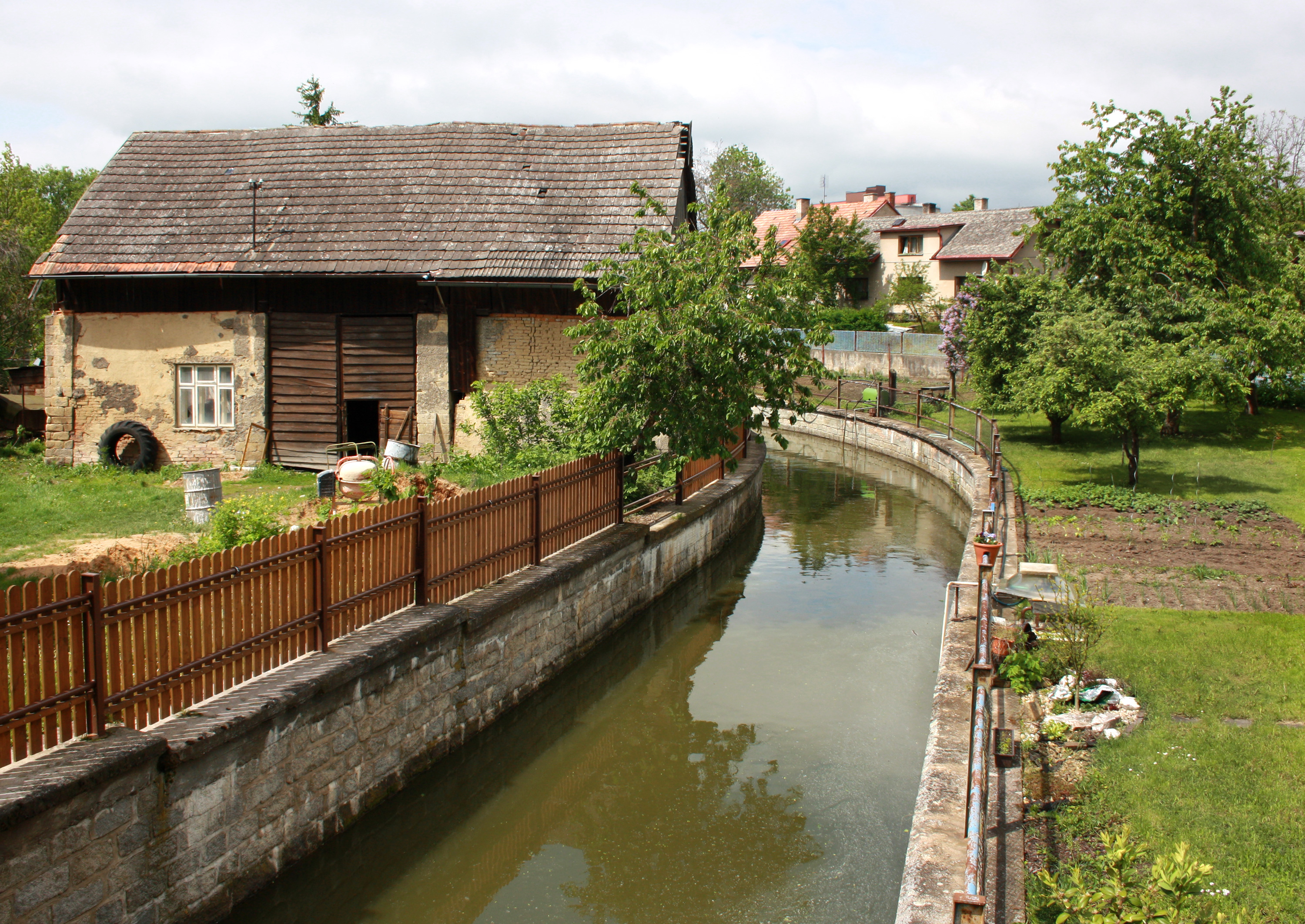
Řeka Mrlina
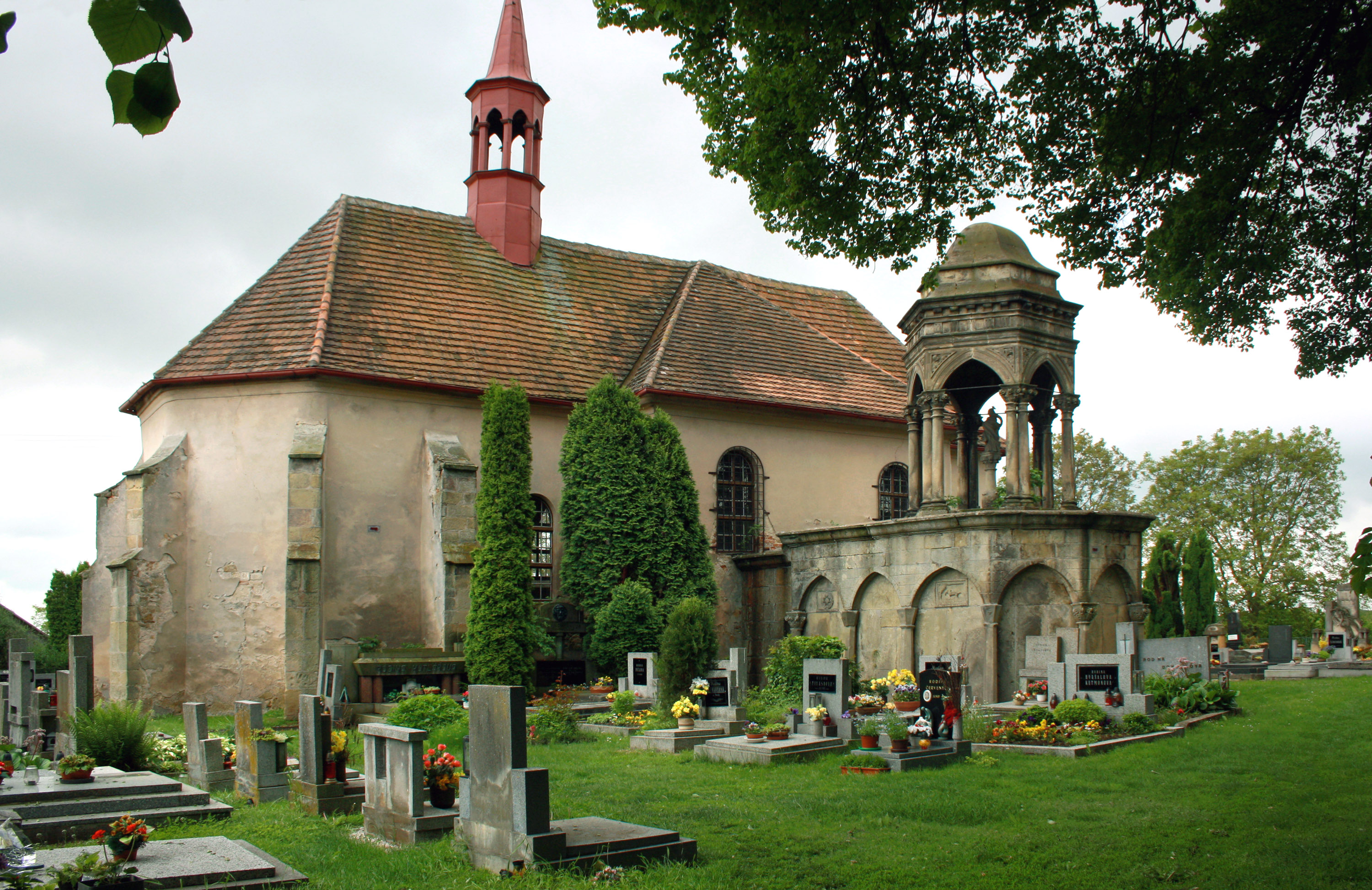
Kostel v Drahorazi
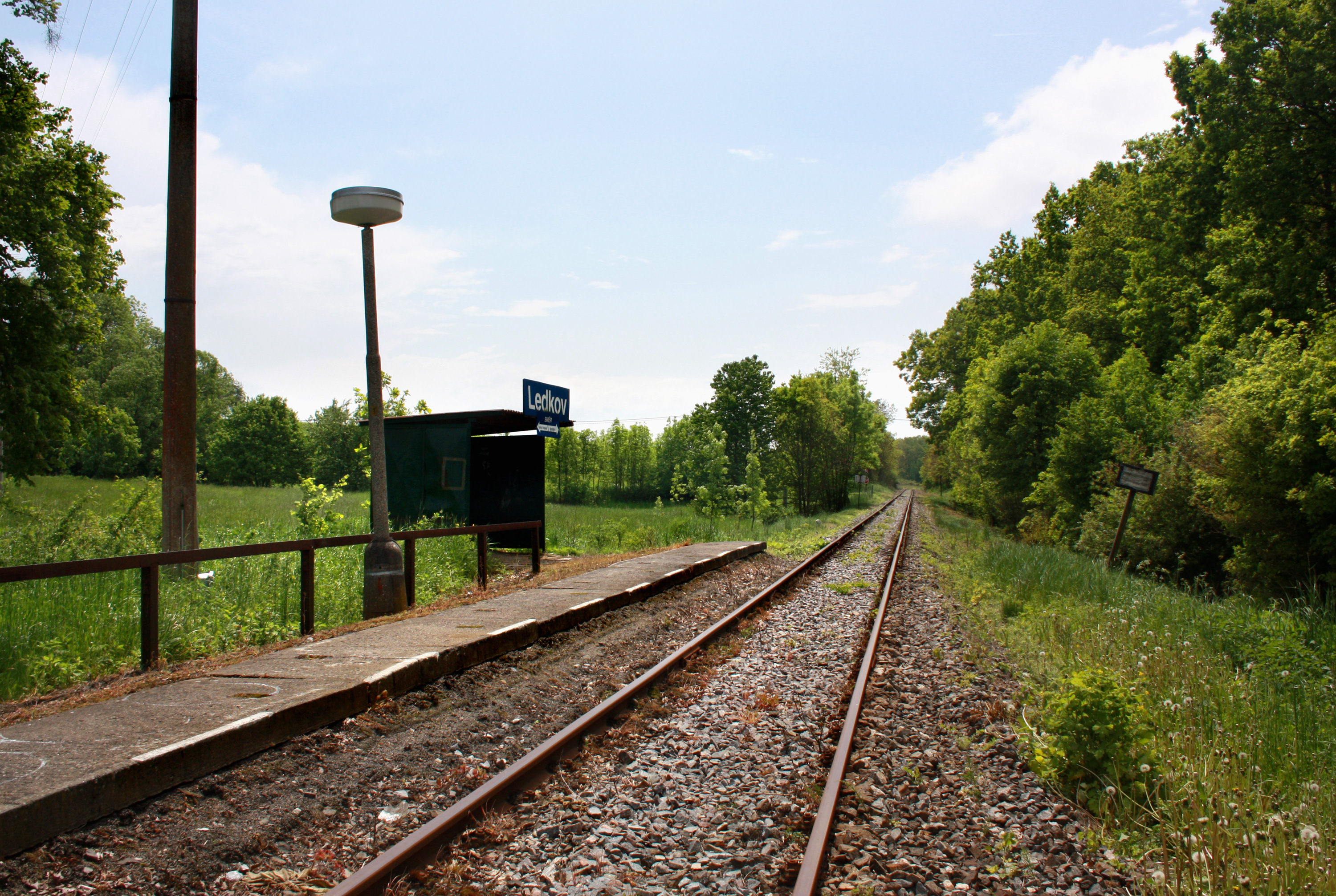
Železniční zastávka v Ledkově
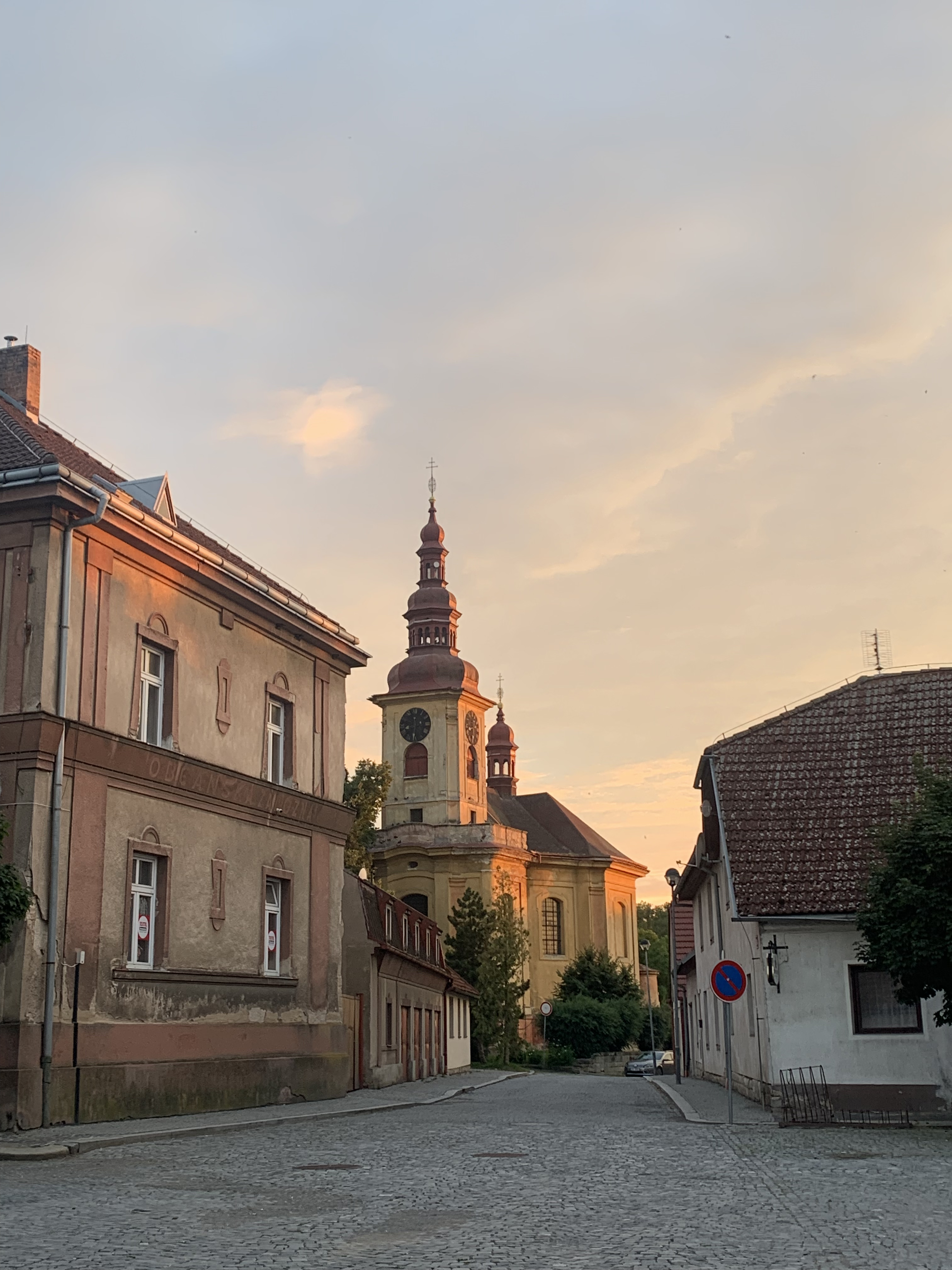
Kostel v Kopidlně